# Alessandro Panza
Alessandro Panza (nascido em 15 de maio de 1982 em Domodossola) é um político italiano e membro do Parlamento Europeu desde 2019.